# Sven-Ole Thorsen
Sven-Ole Thorsen (* 24. September 1944 in Kopenhagen) ist ein dänischer Schauspieler, Stuntman, Produzent und Bodybuilder.

## Leben
Thorsen zog 1985 von Dänemark in die USA. Aus erster Ehe hat er zwei Söhne. Er ist in zweiter Ehe verheiratet.
Bis 2006 drehte Thorsen gemeinsam mit Arnold Schwarzenegger 15 Filme. Insgesamt war er seit 1977 in mehr als 70 Film- und Fernsehproduktionen zu sehen. 
Er hat einen schwarzen Gürtel im Shōtōkan-Karate. Im Jahr 1979 rief er die dänische Bodybuildingvereinigung ins Leben und gründete zusammen mit Arnold Schwarzenegger eine Bodybuildingvereinigung in Santa Monica, Kalifornien. Im Jahr 1983 gewann er den Titel Denmark’s Strongest Man, ein Jahr später erreichte er den zweiten Platz des Wettbewerbs.

## Filmografie (Auswahl)
- 1982: Conan der Barbar (Conan the Barbarian)
- 1984: Conan der Zerstörer (Conan the Destroyer)
- 1987: Running Man (The Running Man)
- 1987: Predator
- 1987: Captain Power And The Soldiers Of The Future (Fernsehserie)
- 1988: Red Heat
- 1989: Abraxas – Retter des Universums (The Abraxas – Guardian of the Universe)
- 1990: Jagd auf Roter Oktober (The Hunt for Red October)
- 1991: Harley Davidson & The Marlboro Man
- 1992: Bram Stoker’s Dracula (Dracula, als Stuntman)
- 1993: Dragon – Die Bruce Lee Story (Dragon: The Bruce Lee Story)
- 1993: Harte Ziele (Hard Target)
- 1994: Islandic Warrior (The Viking Sagas)
- 1995: Schneller als der Tod (The Quick and the Dead)
- 1995: Mallrats
- 1997: Batman & Robin (als Stuntman)
- 1997: Kull, der Eroberer (Kull the Conqueror)
- 1998: Baywatch – Die Rettungsschwimmer von Malibu (Baywatch, Fernsehserie, 2 Episoden)
- 1999: Der 13te Krieger (The 13th Warrior, Nebenrolle)
- 2000: Gladiator
- 2002: Der Anschlag (The Sum of All Fears)
- 2004: U-Boat (In Enemy Hands)